# روفس (اورگن)
روفِـس (به انگلیسی: Rufus) شهری در شهرستان شرمن ایالت اورگن است و در سرشماری سال ۲۰۱۱ میلادی، ۲۴۹ نفر جمعیت داشته که نسبت به سال ۲۰۱۰، ۰٫۴ درصد رشد جمعیت داشته‌است.

## نامگذاری
این شهر به نام Rufus Carrol Wallis نامگذاری شده‌است.

## موقعیت جغرافیایی
موقعیت جغرافیایی شهرها و مناطق اطراف به شرح زیر است: